# A Minha Menina
"A Minha Menina" é uma canção composta pelo cantor brasileiro Jorge Ben, de 1968.

## Canção
A canção tornou-se famosa quando o grupo brasileiro Os Mutantes lançaram-na em seu álbum homônimo, em 1968. Com arranjos de Rogério Duprat, "A Minha Menina" transformou-se em uma das canções mais famosas da banda paulista.
No álbum Tecnicolor gravado na França em 1970, a canção ganha uma versão em inglês com o nome de "She's My Shoo Shoo".
No mesmo ano, o cantor brasileiro Lafayette lançou uma versão, em seu LP Lafayette Apresenta os Sucessos Vol. VI. Há também uma versão feita pelo grupo escocês Belle & Sebastian e outra pela banda inglesa The Bees.